# Langenbrettach
Langenbrettach este o comună din landul Baden-Württemberg, Germania.